# Joseph Bucciali
Joseph Bucciali, né le 25 septembre 1859 à Charonne (Paris 11e), mort à Boulogne-sur-Mer (Pas-de-Calais) le 4 mars 1943, est un organiste et compositeur français.

## Biographie
Aveugle, il reçut sa formation musicale à l’Institut National des Jeunes Aveugles d'Arras, où il obtient tous les premiers prix. Il devint organiste de l’église Saint-Nicolas à Boulogne-sur-Mer, à la même tribune qu'Alexandre Guilmant. A 17 ans, il est titulaire des grandes orgues de la cathédrale d’Arras.
À partir de 1900, il devient (enfin) titulaire de la cathédrale de Boulogne-sur-Mer, poste qu'il occupera durant 40 ans.
Marié en 1881 avec Mélanie Sophie Blondel dont il eut deux fils, Angelo (1887-1946) et Albert, dit Paul-Albert «Buc», (1899-1981), qui fondèrent la firme Bucciali Frères en 1926 pour fabriquer quelques automobiles audacieuses devenues des voitures de collection légendaires.
Joseph Bucciali meurt dans un accident de voiture le 4 mars 1943.

## Postérité
Un jardin public porte son nom à Boulogne-sur-Mer.

## Œuvres

### Piano
- Le Selam, op. 25, menuet pour piano, Paris : E. Mathieu, 1888.
- Sous la ramée, op. 27, idylle pour piano, Paris : A. Quinzard, 1899.
- Sous les lilas, valse pour piano, Paris: A. Quinzard, 1900.
- Grande marche guerrière de Jeanne d’Arc, marche pour piano, Paris: A. Quinzard, 1900.
- Les elfes, op. 28, polka pour piano, Paris : A. Bosc, 1901.
- Edelweiss, op. 33, menuet pour piano, Paris : A. Bosc, 1901.
- Fleur d’avril, op. 107, gavotte facile pour piano, Paris: A. Bosc, 1901.
- Les chrysanthèmes, valse pour piano, sans lieu : l’auteur, 1902.

### Orgue
- Communion-Pirère en la bémol majeur, éd. Georges Jacob, Paris, Hérelle, v. 1926.
- Invocation en la bémol majeur, éd. Georges Jacob, Paris, Hérelle, v. 1926.
- Offertoire sur Adoremus in æternum.

Des pièces extraites de son École pratique d’harmonium dans les Harmonies paroissiales, vol. 1, de l’abbé Henri Delépine :
- Antienne en fa dièse mineur
- Élévation en la majeur
- Communion en si bémol majeur.

Des pièces pour orgue ou harmonium dans les Archives de l'Organiste de l’abbé Henri Delépine :
- Entrée en fa majeur (vol. 5)
- Offertoire pour la fête de Noël en sol majeur (vol. 5)
- Sortie brève en ré majeur (vol. 5)
- Marche solennelle en ré majeur (vol. 7)

### Méthode
- École pratique d’harmonium. Arras, Procure Générale de musique religieuse (v. 1900).